# A Great Big Sled
«A Great Big Sled» — первый рождественский сингл американской инди-рок-группы The Killers. Был выпущен 5 декабря 2006 на Island Records, только для iTunes Store. Все доходы от песни пошли на благотворительность.
A Great Big Sled занимал не большие позиции в чартах. В UK Official Download Chart композиция достигла 18 места, в Billboard Hot 100 54 позиции.
На песню был снят клип.